# Xiphorhynchus guttatus
Xiphorhynchus guttatus là một loài chim trong họ Furnariidae.